# Сражение при Сарандапоро
Сражението при Сарандапоро (на гръцки: Μάχη του Σαραντάπορου; на турски: Sarantaporon Muharebesi) на 22-23 октомври (9 – 10 октомври стар стил) 1912 година е битка между войските на Гърция и Османската империя в началото на Балканската война.

## Разположение на силите
В първите дни на войната основните османски части в Македония са концентрирани на север по границата със Сърбия и България. В Егейска Македония Двадесет и втора дивизия се укрепва около прохода Сарандапоро и височините южно от Сервия (Серфидже). Срещу нея настъпва гръцката Тесалийска армия, включваща седем дивизии, които доближават османските позиции на 20 октомври.

## Ход на сражението
След двудневна подготовка, гръцкото командване започва настъпление сутринта на 22 октомври 1912 година. Гръцките флангове срещат ожесточена съпротива при връх Бигла и село Лазарадес. В центъра гръцката Четвърта дивизия, без да срещне значителна съпротива, осъществява пробив и напредва към долината на река Бистрица. Пред заплахата от обход на основните му сили, османското командване започва общо отстъпление под прикритието на нощта. Сутринта на 23 октомври гърците започват артилерийски обстрел на отстъпващите войски, което предизвиква паника и османците изоставят голяма част от артилерията си.